# Wilhelm Rogosz
Wilhelm Bolesław Rogosz, OFM (ur. 9 lipca 1865 w Wierzchu, zm. 3 lutego 1939 w Panewnikach) – budowniczy Bazyliki św. Ludwika Króla i Wniebowzięcia NMP i klasztoru franciszkanów w Panewnikach, komisarz prowincji Wniebowzięcia NMP Zakonu Braci Mniejszych w Polsce w latach 1926–1929.

## Życiorys
O. Wilhelm Rogosz przyszedł na świat w Wierzchu koło Głogówka 9 lipca 1865 na terenie ówczesnego Królestwa Prus. Uczył się w gimnazjum we Wrocławiu. Nauki nie ukończył. Przeniósł się do Holandii, gdzie wstąpił do Franciszkańskiego Niższego Seminarium Duchownego w Harreveld. Nowicjat rozpoczął 19 października 1880. Rok później złożył pierwszą profesję zakonną. Zapoznał się z rzemiosłem kowalstwa, co miało później znaczenie w okresie budowy kościoła w Panewniku. Studia filozoficzno-teologiczne, przygotowujące do przyjęcia sakramentu kapłaństwa, odbywał w domach saksońskiej prowincji franciszkanów: Werl, Düsseldorf i Paderborn. Święcenia kapłańskie otrzymał 15 sierpnia 1891.
Jako młody kapłan pracował wśród Polaków w Nadrenii i Westfalii. Kolejnym miejscem jego pracy duszpasterskiej była placówka braci mniejszych na Górze Św. Anny koło Leśnicy. O. Wilhelm był tam rekolekcjonistą i misjonarzem ludowym.
W 1902 władze zakonne przeniosły o. Rogosza do Panewnik na Górnym Śląsku. Wraz ze współbraćmi o. Rogosz wzniósł w 1905 kopię groty lourdzkiej. Zaś w 1907 został pierwszym przełożonym nowo powstającego konwentu. Na konsekrację kościoła 19 lipca 1908 przybył kard. Georg Kopp z Wrocławia. W 1915 o. Rogosz wybrany został na członka zarządu swojej macierzystej prowincji zakonnej.
Do kościoła w Panewnikach staraniem o. Rogosza sprowadzono 7 lutego 1916 relikwie św. męczenników Romana i Ptolemeusza z Nepi. W następnych latach zakonnik pracował w Wieluniu i Rybniku.
W latach 1926–1929 pełnił urząd prowincjała. W 1927 został powołany na stanowisko wizytatora generalnego Prowincji Niepokalanego Poczęcia NMP w Polsce (bernardyńskiej). W 1928 został członkiem Koła Inteligencji Powiatu Prudnickiego. Przed śmiercią przebywał w klasztorach w Wieluniu i Panewnikach.
Zmarł 3 lutego 1939 w Panewnikach. Został pochowany na cmentarzu zakonnym w Katowicach-Ligocie.
Wilhelm Rogosz jest patronem jednej z katowickich ulic.